# Miracolul prieteniei
Miracolul prieteniei (în engleză Charlotte's Web) este un film de animație lansat în 1973 produs de Earl Hammar, Jr. și regizat de Charles A. Nichols și Iwao Takamoto.
Este bazat pe povestirea omonimă a E. B. White. În rolurile principale sunt Debbie Reynolds, Paul Lynde, Henry Gibson, și Agnes Moorehead. Paramont a produs un sequel, Miracolul prieteniei: Marea aventură a lui Wilbur (engleză Charlotte's Web 2: Wilbur's Great Adventure), pe 18 martie 2003.

## Sinopsis
Un păianjen iscusit și mărinimos iși propune să salveze un porcușor de la soarta ce i se apropie odată cu venirea sărbătorilor.

## Distribuție
| Henry Gibson    | Wilbur                     |
| Debbie Reynolds | Charlotte A. Cavatica      |
| Paul Lynde      | Templeton                  |
| Agnes Moorehead | De gâscă                   |
| Pamelyn Ferdin  | Fern Arable                |
| Bob Holt        | Homer Zuckerman            |
| Joan Gerber     | Edith Zuckerman/Mrs. Fussy |
| John Stephenson | John Arable                |
| Don Messick     | Jeffrey                    |
| Rex Allen       | Narator                    |
| Martha Scott    | Mrs. Arable                |
| Herb Vigran     | Lurvy                      |
| Dave Madden     | Ram și altele              |